# 아명
아명(兒名)은 어린이 시절의 이름이다. 소명(小名), 유명(乳名)이라고도 한다. 애명(-名)은 아명의 잘못된 표현이다.